# Казахське шежире
Казахське шежире (каз. шежіре від араб. شجرة‎ — «дерево») — генеалогічний родовід у казахів. Як правило, є письмовим або усним перерахуванням предків по прямій чоловічій лінії.
Більшість казахів може відновити 10-25 колін предків залежно від роду. У чингізидів і ходжа можливий родовід, що містить понад 40 колін.
Також поширений синонімічний варіант шежире — Жеті-Ата (букв. «Сім дідів»). Вважається, що знання шежирі (або своїх предків до сьомого коліна) є обов'язковим для кожного казаха. Знання казахами свого походження до сьомого покоління дозволяє уникати близьких шлюбів.